# Cressida (astronomia)
Cressida è un satellite di Urano. A parte i suoi dati orbitali e le dimensioni, praticamente nulla è conosciuto di questa luna. Prende il suo nome dalla figlia troiana di Calchas dalla tragedia Troilo e Cressida di William Shakespeare (tale personaggio è contenuto anche in altri racconti dello stesso autore).
È stato scoperto dalle immagini riprese dalla sonda spaziale Voyager 2 il 9 gennaio 1986, ricevendo la designazione provvisoria di Urano IX.
È destinato a collidere con Desdemona entro 100 milioni di anni.